# Valmsjön (Anundsjö socken, Ångermanland, 703446-162158)
Valmsjön är en sjö i Örnsköldsviks kommun i Ångermanland och ingår i Moälvens huvudavrinningsområde. Sjön har en area på 1,05 kvadratkilometer och ligger 142 meter över havet. Sjön avvattnas av vattendraget Galasjöån.

## Delavrinningsområde
Valmsjön ingår i det delavrinningsområde (703547-161875) som SMHI kallar för Utloppet av Valmsjön. Medelhöjden är 192 meter över havet och ytan är 9,25 kvadratkilometer. Räknas de 10 avrinningsområdena uppströms in blir den ackumulerade arean 45,88 kvadratkilometer. Galasjöån som avvattnar avrinningsområdet har biflödesordning 2, vilket innebär att vattnet flödar genom totalt 2 vattendrag innan det når havet efter 36 kilometer. Avrinningsområdet består mestadels av skog (82 procent). Avrinningsområdet har 1,04 kvadratkilometer vattenytor vilket ger det en sjöprocent på 11,2 procent.